# Vallenay
Vallenay – miejscowość i gmina we Francji, w Regionie Centralnym, w departamencie Cher.
Według danych na rok 1990 gminę zamieszkiwało 857 osób, a gęstość zaludnienia wynosiła 33 osoby/km² (wśród 1842 gmin Regionu Centralnego Vallenay plasuje się na 464. miejscu pod względem liczby ludności, natomiast pod względem powierzchni na miejscu 460.).